# Strategic Airlift International Solution

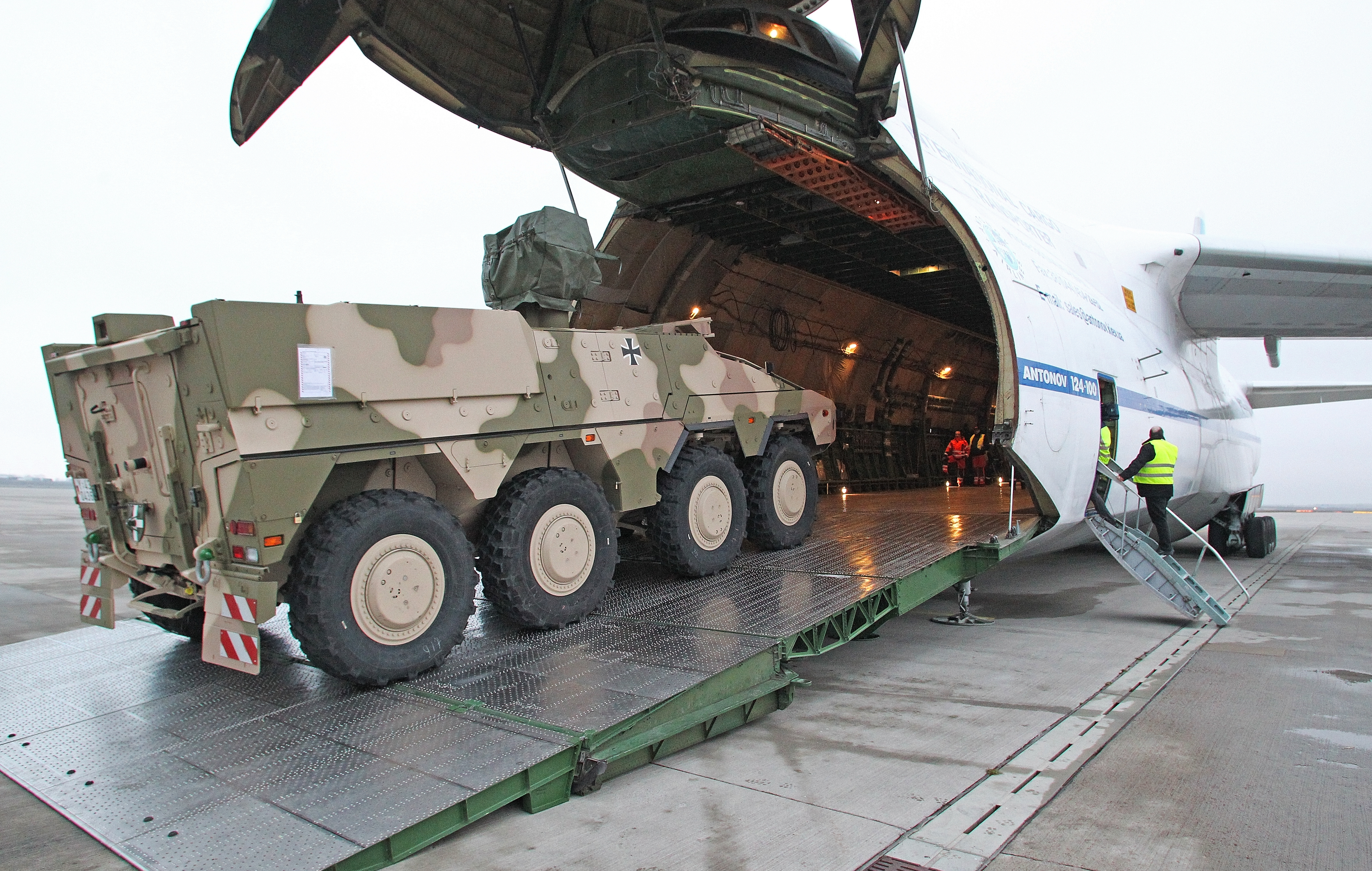
Ein GTK Boxer der Bundeswehr wird am Flughafen Leipzig/Halle zum Transport nach Afghanistan in eine Antonow An-124 verladen (2012)

Die Strategic Airlift International Solution (SALIS; zu deutsch Internationale Lösung für den strategischen Lufttransport; bis 2016: Strategic Airlift Interim Solution, zu deutsch Zwischenlösung für den strategischen Lufttransport) ist ein Programm mehrerer europäischer NATO- und EU-Mitglieder, gemeinsame Kapazitäten für strategischen Lufttransport bei zivilen Partnern anzumieten und für weltweite militärische und humanitäre Einsätze bereitzuhalten.

## Problembeschreibung
Während des Kalten Krieges bestand in Europa nur ein geringer Bedarf an strategischem Lufttransport. Die entsprechenden Transportkapazitäten auf NATO-Seite waren bei den Streitkräften der USA konzentriert. In den 1990er Jahren änderte sich die Lage mit der zunehmenden Hinwendung zu mobilen Truppenverbänden für Krisenbewältigung und humanitäre Aufgaben, etwa Krisenreaktionskräfte oder NATO Response Force. Ein europäisches Defizit im strategischen Lufttransport wurde beispielsweise 1998/1999 während der Intervention im Kosovokrieg deutlich, wo selbst bei innereuropäischen Operationen eine große Abhängigkeit von Transportflugzeugen der USA bestand.
Die Auslieferung und Indienststellung des als Ersatz für kleinere, taktische Transportflugzeuge, aber gleichzeitig zur Linderung der Engpässe im strategischen Transport geplanten europäischen Militärtransportflugzeugs Airbus A400M war mit Stand 2003 erst für die Jahre ab 2010 vorgesehen und verzögerte sich später weiter. Entsprechende militärische Lufttransportkapazitäten standen daher noch nicht zur Verfügung, werden aber regelmäßig oder kurzfristig für weltweite Einsätze (z. B. Kongo, Afghanistan) benötigt. Das maximale Transportgewicht (Zuladung) der A400M beträgt 37 t insgesamt bzw. 31,5 t für Einzellasten. Für übergroße und/oder überschwere Ladungen (oversize / outsized cargo) ist der A400M nicht geeignet. Entsprechende Transportkapazitäten stehen am Weltmarkt nur grundsätzlich zur Verfügung; sie sind oft ausgebucht, überteuert oder für Einsätze in Krisengebieten nicht geeignet.
Militärtransporter wie A400M, An-124, Boeing C-17 oder Lockheed C-5 sind mit tief liegendem Laderaum und integrierter Rampe direkt befahrbar. Auch können die Maschinen auf kurzen und unbefestigten Pisten operieren.

## Programmrealisierung

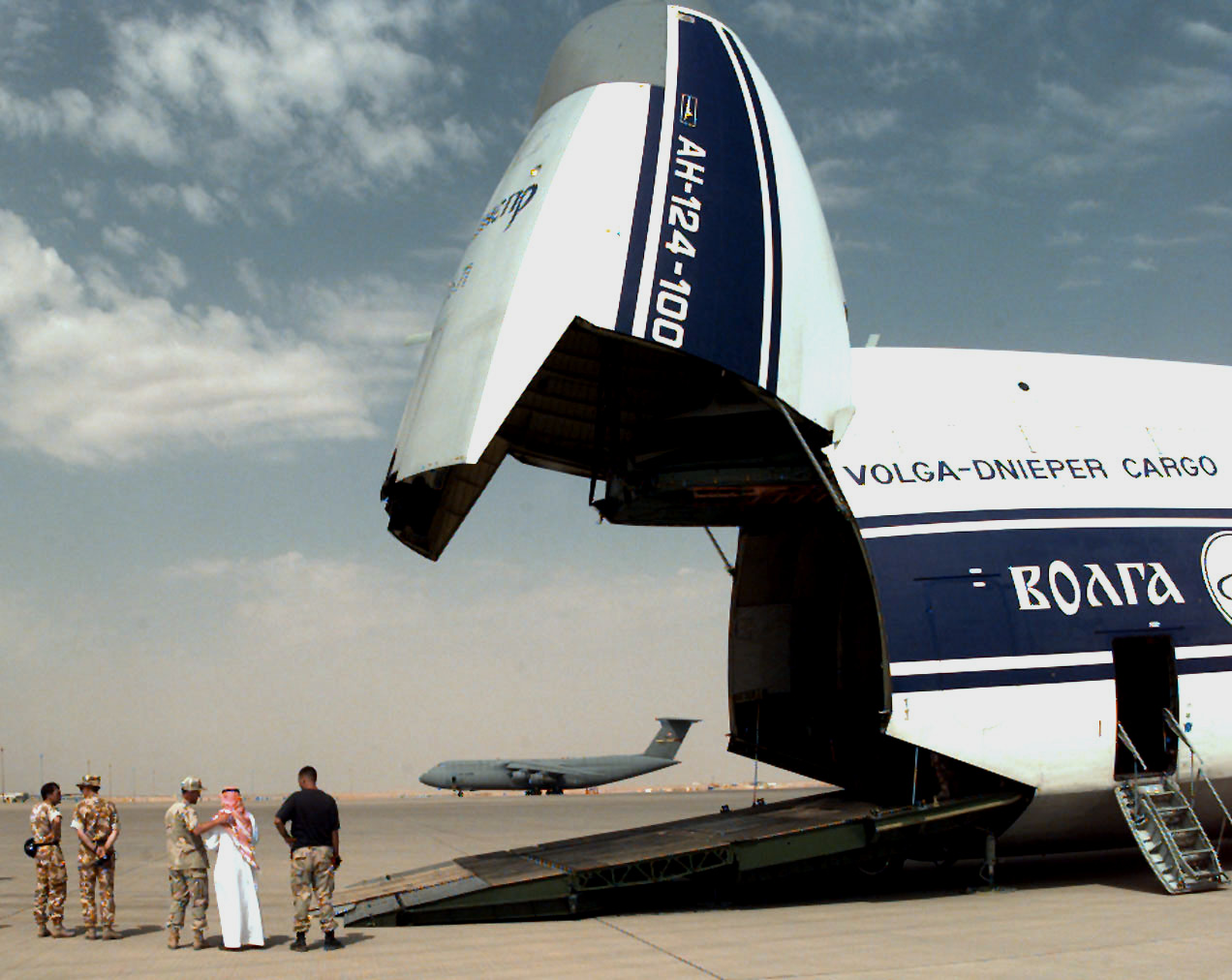
Gecharterte An-124 versorgt britische Truppen in Saudi-Arabien

Durch die Teilnehmerstaaten beauftragt, schloss die NATO Maintenance and Supply Agency (NAMSA) mit der Ruslan SALIS GmbH, Leipzig, einen Vertrag ab, der im Januar 2006 in Kraft trat. Er beinhaltete die Regelungen für eine Dauercharter von strategischen Lufttransport-Kapazitäten bis 2012 bei der Ruslan SALIS GmbH. Sie hat vertragsgemäß seit dem 23. März 2006 zwei Transportflugzeuge vom Typ An-124-100 mit einer maximalen Zuladung von 120 t auf dem Flughafen Leipzig/Halle ständig stationiert und stellt vier weitere Maschinen innerhalb von neun Tagen bereit. Die An-124 wurden von den Gesellschaftern der Ruslan SALIS GmbH, der Volga-Dnepr Airlines (Russland) und der Antonov Airlines (Ukraine) eingebracht. Zuständig für die vertragliche Abwicklung der SALIS-Flüge ist die NAMSA.
Mit den zwei An-124 waren jährlich 4800 Flugstunden bereitzustellen. Zu zahlen waren unabhängig von der tatsächlichen Nutzung für die ersten 2000 Flugstunden („vollfinanziert“) je 100 %, für die weiteren 2.800 Flugstunden („teilfinanziert“) je 40 % des vereinbarten Flugstunden-Kostensatzes. Nach der Nutzung aller vollfinanzierten Flugstunden fielen bei Nutzung der teilfinanzierten Flugstunden die Zahlungen für die restlichen 60 % des Kostensatzes an. Zusätzlich waren nach Flugdurchführung die Ausgaben für Kerosin zu erstatten.
Deutschland hatte anfangs ein Kontingent von 750 voll- sowie 1045 teilfinanzierten Flugstunden übernommen und dafür etwa 20 Millionen Euro zu zahlen; den Rest teilten sich die anderen teilnehmenden Staaten. Ohne diesen hohen deutschen Anteil wäre die Mindestabnahme von 4800 Flugstunden nicht zu erreichen gewesen und das Programm gescheitert. Das deutsche Flugstunden-Kontingent überstieg den Eigenbedarf, sodass in manchen Jahren Zahlungen von bis zu 5 Mio. Euro nicht genutzt werden konnten. Stets wurden bei höherem Bedarf anderer Vertragsteilnehmer eine entsprechende Anzahl von Flugstunden an diese abgegeben. Von daher bestand kein Anreiz für diese Nationen, ein vertraglich höheres Flugstunden-Kontingent zu übernehmen. Weitere Flugstunden-Abgaben erfolgten an Dritte wie die Vereinten Nationen (UN) (Kongo-Einsatz) oder das Auswärtige Amt. Die Verrechnung abgegebener Flugstunden erfolgte zum nominalen Flugstunden-Kostensatz, sodass weitere Vorhalte- und alle Zinskosten zu Lasten des deutschen Verteidigungshaushaltes verblieben.
In der Bundeswehr koordiniert das Logistikzentrum der Bundeswehr Wilhelmshaven den Transportraum.
Die vertraglich vorgesehenen Möglichkeiten zur unterjährigen Rückgabe von Flugstunden an die Ruslan SALIS GmbH wurden nicht ausgeschöpft.
Der Bundesrechnungshof bescheinigte der SALIS-Lösung eine hohe Wirtschaftlichkeit.
Anfang 2012 nahm die Bundespolizei mit der Firma SALIS Gespräche auf, um ebenfalls die Fähigkeiten der An-124 für weltweite Einsätze kurzfristig zu nutzen.
Ende 2016 liefen die bisherigen Verträge aus. Neue, 2017–2018 gültige Verträge wurden aufgrund der geänderten politischen Lage mit den russischen und ukrainischen Anbietern getrennt abgeschlossen. Während die Ukrainer anstrebten, das gesamte Kontingent an Flugstunden zu übernehmen, machten die russischen Anbieter ein günstigeres Angebot und erhielten durch die NATO Support and Procurement Agency (NSPA) den größeren Anteil des Auftrags. Aufgrund der inzwischen längerfristig geplanten Nutzung wurde der Projektname von Strategic Airlift Interim Solution zu Strategic Airlift International Solution geändert.
Im April 2018 teilte der russische Partner Volga-Dnjepr mit, dass er den Vertrag nach dem Auslaufen zum Jahresende beenden und nicht, wie in einer Vertragsoption vorgesehen, verlängern werde.
Im Dezember 2018 unterzeichnete die NATO Support and Procurement Agency (NSPA) den neuen Vertrag mit der Antonov Logistics Salis mit Unternehmenssitz in Deutschland. Zusätzlich zu den An-124  werden bzw. wurden Transportkapazitäten durch weitere große Transportflugzeugtypen gestellt, darunter An-225, An-22 und Il-76.

## Beteiligte Staaten
Die folgenden NATO-Staaten haben sich im Rahmen der SALIS zusammengeschlossen:
| - Belgien - Tschechien - Finnland - Frankreich - Deutschland - Griechenland - Ungarn | - Luxemburg - Norwegen - Polen - Schweden - Slowakei - Slowenien - Vereinigtes Königreich |

## Vertragspartner
Ab 2006 stellten zunächst die russische Volga-Dnepr Airlines und die ukrainische Antonov Airlines für das Programm bis zu sechs große Transportflugzeuge bereit, überwiegend vom Typ Antonow An-124. Bis 2016 geschah dies über das Joint Venture Ruslan SALIS GmbH, seit 2017 über getrennte Verträge.
Seit dem Ausstieg der russischen Volga-Dnepr Airlines Ende 2018 ist die ukrainische Antonov Airlines alleiniger Vertragspartner der NATO für das Programm.

## Weiteres
- Strategic Airlift Capability (SAC)